# Wołtasz
Wołtasz (ros. Волташ) – wieś w Rosji, w rejonie mieżdurieczeńskim obwodu wołogodzkiego. W 2002 r. liczyła 7 mieszkańców, a w 2010 r. była niezamieszkana.